# 대광현
대광현(大光顯, ?~?)은 발해 마지막 왕 대인선의  세자다. 925년 12월 왕족과 유민을 이끌고 고려로 귀순, 고려 태조 왕건으로부터 왕계(王繼)라는 성과 이름을 주고 그를 왕실의 적(籍)에 올렸다. 

## 생애
926년 발해가 거란에 의해 멸망할 즈음에, 발해국의 세자 대광현(大光顯)이 925년 12월 많은 왕족과 유민들을 대리고 귀화하였다. 남아있는 기록으로는 장군 신덕(申德), 예부경(禮部卿) 대화균(大和鈞)•균로사정(均老司政) 대원균(大元鈞), 공부경(工部卿) 대복예(大福譽), 좌우위장군(左右衛將軍) 대심리(大審理), 소장(小將) 모두간(冒豆干), 검교개국남(檢校開國男) 박어(朴漁), 공부경(工部卿) 오흥(吳興)이 그 남은 사람을 거느리고 수만 호가 도망하여 고려로 귀부하였다.
고려사, 고려사절요에 의하면 고려 태조 왕건은 그의 일행을 후하게 대접하여, 대광현에게 왕씨 성과 계(繼)라는 이름을 하사하고, 종적(宗籍)의 반열에 들게 하였다.
또, 원보(元甫)의 벼슬을 받아 백주(白州, 황해도 배천)를 지키면서 집안 조상의 제사를 받들게 되었다. 보좌하는 신료들에게도 모두 작위(爵位)를 내려주었다 한다.

## 망명 시기
고려사 태조 세가에서는 대광현이 934년에 망명하였다고 한다. 이는 발해가 망한 926년에서 8년이나 지난 시기다. 대광현의 망명 시기에 대해 다른 기록들은 다르게 적고 있다.
- 고려사 태조 세가 : 태조 17년(934년) 가을 7월
- 고려사 연표 : 태조 천수 8년(925년)
- 고려사절요 : 태조 8년(925년)
- 동국통감 : 태조 9년 1월 (926년)

발해 멸망 후 말왕(대인선)의 동생 대씨(성명 미상)대봉예(大封裔)로 추정된다. 발해 세자 대광현은 발해 멸망 후 934년까지 발해 부흥을 위해 노력하다가 결국 고려로 귀부한 것으로 볼 수 있다.

## 가계
- 부왕 : 대인선(大諲譔) - 발해 말왕(末王, 재위 : 906년~926년)[4]
- 모후 : 미상
  - 왕자 : 대광현
    - 손자 : 대도수(大道秀)[5][6][7]
- 친족 : 대복모(大福謨)
- 친족 : 대복예(大福譽)
- 친족 : 대화균(太和鈞)
- 친족 : 대원균(太元鈞)

## 대광현이 등장하는 작품
- 《태조 왕건》(KBS, 2000년~2002년, 배우:김규)

## 같이 보기
- 발해 부흥운동
- 후발해
- 정안국